# Овад великий
Овад великий (Cistothorus apolinari) — вид горобцеподібних птахів родини воловоочкових (Troglodytidae). Ендемік Колумбії.

## Назва
Вид названо на честь колумбійського ченця Аполінара Марію (1877–1949), який також був орнітологом.

## Поширення
Овад великий трапляється в Андах у департаментах Кундінамарка та Бояка в Колумбії. Він населяє болота та рослинність на озерах на висоті від 2500 до 3015 м

## Опис
Середня довжина становить 12,5 см. Коричневе забарвлення, темніше на голові, з сірими плямами навколо очей; темні смуги на спині; горло, груди і живіт білуваті з лусочками. Хвіст рудий.